# RN7 (Benin)
Die RN7 ist eine Fernstraße in Benin, die in Bembèrèkè beginnt und in Natitingou endet. Sie ist 225 Kilometer lang.
Die Fernstraße beginnt in Bembéréké an der Ausfahrt der RNIE2 und endet an der Zufahrt der RNIE3. 